# آرثر دي ليتل
آرثر دي ليتل هي شركة استشارات إدارية دولية يقع مقرها الرئيسي في بوسطن، ماساتشوستس بالولايات المتحدة، تأسست عام 1886 وبدأت رسميًا بالعمل في عام 1909  بواسطة آرثر ديهون ليتل، الكيميائي بمعهد ماساتشوستس للتكنولوجيا الذي اكتشف مادة الأسيتات. كانت شركة آرثر دي ليتل رائدة في مفهوم الخدمات المهنية المتعاقد عليها. لعبت الشركة أدوارًا رئيسية في تطوير كل من إستراتيجيات العمل، وبحوث العمليات، معالج الكلمات، وأول بنسلين اصطناعي، ودار نشرلكسيس نكسيس، ونظام سابر لحجز السفر، وبورصة نازداك. اليوم الشركة هي شركة استشارات إدارية متعددة الجنسيات.

## التاريخ المبكر

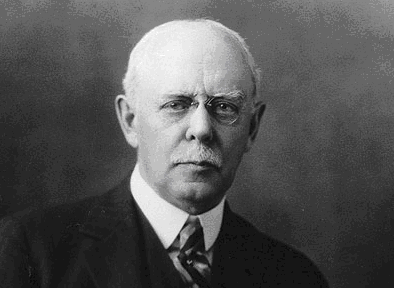
مؤسس آرثر دي ليتل

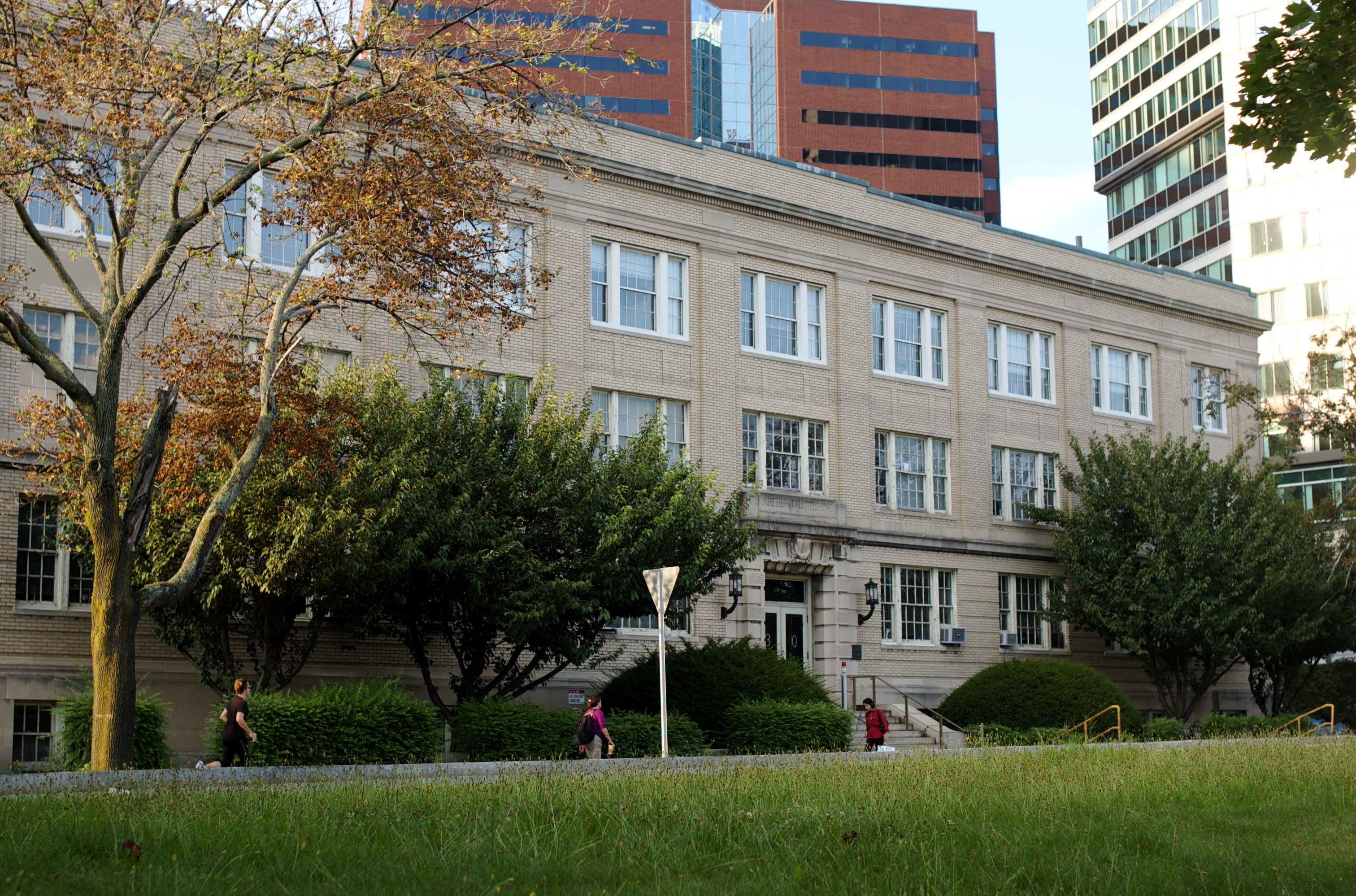
مبنى شركة آرثر دي ليتل إنك في كامبريدج ، ماساتشوستس ، بالقرب من معهد ماساتشوستس للتكنولوجيا ، والذي تم افتتاحه في عام 1917.

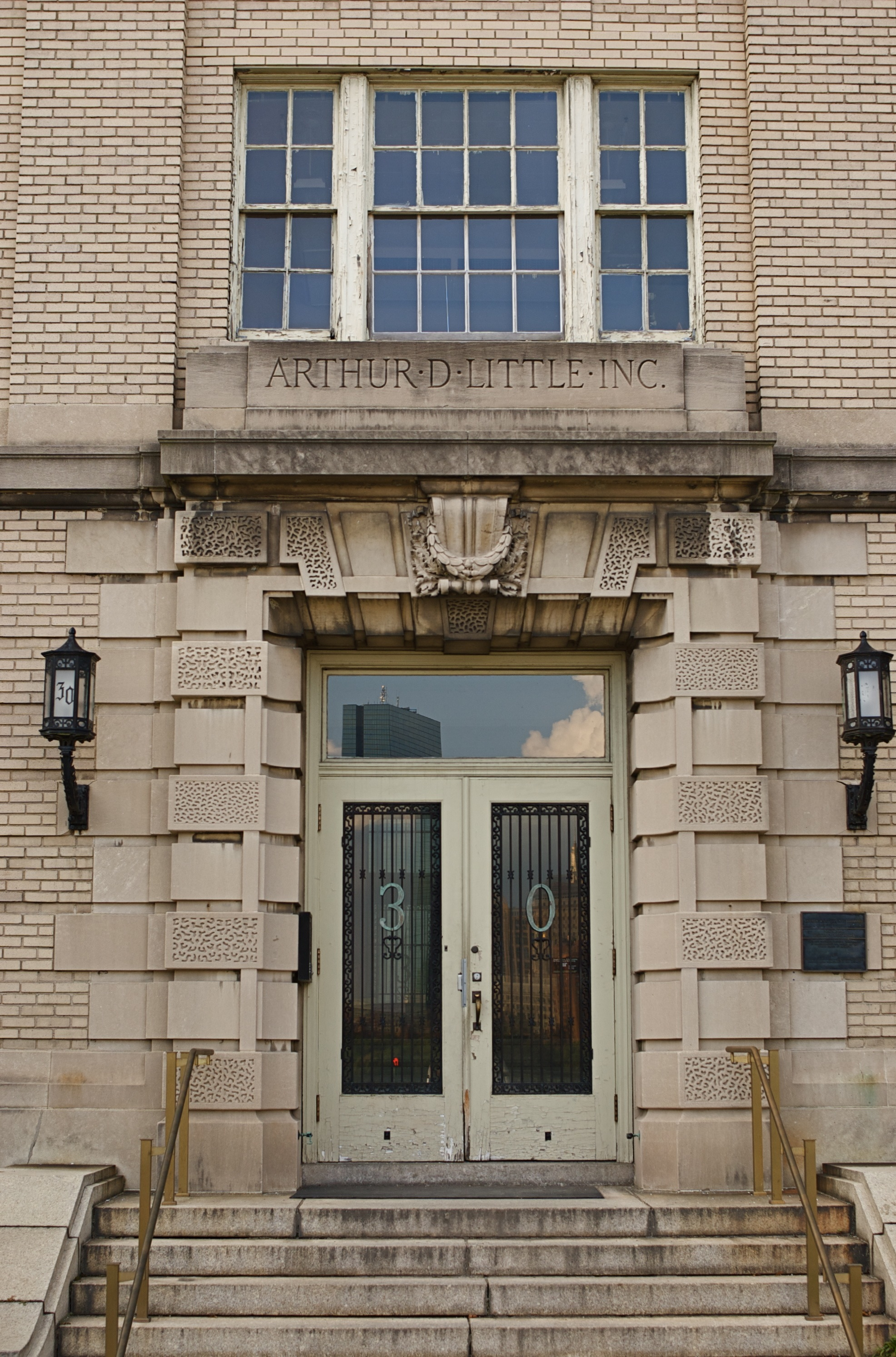
مدخل مبنى الشركة في كامبريدج

بدأت جذور الشركة في عام 1886 على يد آرثر ديهون ليتل، الكيميائي في معهد ماساتشوستس للتكنولوجيا، وزميله في العمل روجر غريفين الذي كان كيميائي آخر متخرج من جامعة فيرمونت، اللذان التقيا أثناء عملهما لصالح شركة ريتشموند للورق. أسسا معا شركتهم الجديدة ليتل وغريفين (Little & Griffin)، وكان مقرها في بوسطن بالقرب من مقر معهد ماساتشوستس للتكنولوجيا آنذاك. أعد حينها غريفين وليتل كتيب يحمل اسم كيمياء صناعة الورق  والذي كان لسنوات عديدة نصًا موثوقًا ومتبعا في المنطقة. لم يكن الكتيب قد اكتمل بالكامل عندما توفي غريفين في حادث داخل المخبر عام 1893.
ليتل، الذي درس الكيمياء في معهد ماساتشوستس للتكنولوجيا، تعاون مع معهد ماساتشوستس للتكنولوجيا وويليام هولتز والكر من قسم الكيمياء بمعهد ماساتشوستس للتكنولوجيا، وشكلا معا شراكة، لمؤسسة تحمل اسم ليتل ووالكر، والتي استمرت من عام 1900 إلى عام 1905، بينما كانت شركتا معهد ماساتشوستس للتكنولوجيا وليتل لا تزال موجودة في بوسطن. تم حل الشراكة في عام 1905 عندما قرر والكر تكريس كل وقته ليكون مسؤولاً عن مختبر أبحاث الكيمياء التطبيقية الجديد في معهد ماساتشوستس للتكنولوجيا.
استمر ليتل بمفرده وقام بتأسيس شركة، آرثر دي ليتل (ADL)، في عام 1909. أجرى دراسات تحليلية، تمهيداً للدراسات الاستشارية التي اشتهرت بها الشركة فيما بعد. كما قام بتدريس صناعة الورق في معهد ماساتشوستس للتكنولوجيا من 1893 إلى 1916.
في عام 1917، انتقلت الشركة، التي كان مقرها في رقم 103 شارع ميلك ستريت في بوسطن، إلى المبنى الخاص بها، مبنى آرثر دي ليتل، في 30 شارع ميموريال درايف على نهر تشارلز بجوار الحرم الجامعي الجديد لمعهد ماساتشوستس للتكنولوجيا، والذي كان أيضًا قد نقل من بوسطن إلى كامبريدج. أضيف المبنى إلى السجل الوطني للأماكن التاريخية عام 1976. في نوفمبر 1953، افتتحت الشركة موقعًا على مساحة 40 فدانًا لمختبرات آكون بارك في غرب كامبريدج ماساتشوستس، على بعد حوالي 6 أميال (10 كم) من معهد ماساتشوستس للتكنولوجيا. أخذ الموقع الجديد اسمه من شعار الشركة "Glandes Sparge Ut Quercus Crescant" والذي يعني باللغة اللاتينية «من حبات البلوط المتبعثرة يمكن لأشجار البلوط أن تنمو». تم إنشاء لاحقا ميموريال درايف تراست، وهو صندوق تقاعد معفي من الضرائب لصالح موظفيها. من عام 1972 إلى عام 2001، أصبحت الشركة تمتلك شركة كامبريدج للاستشارات (بالإنجليزية: Cambridge Consultants Ltd) في كامبريدج بالمملكة المتحدة.
كشركة رائدة في مجال الخدمات المهنية، لعبت آرثر دي ليتل دورًا رئيسيًا في العديد من مبادرات الأعمال في القرن العشرين:
في عام 1911، ساهمت الشركة في إنشاء أول مختبر بحث وتطوير لشركة جنرال موتورز،  مما أدى إلى تشكيل قسم الاستشارات الإدارية المتخصص للشركة، وولادة صناعة الاستشارات الإدارية.
في عام 1916، تم تكليف الشركة من قبل السكك الحديدية الكندية في المحيط الهادئ لإجراء مسح للموارد الطبيعية في كندا.
في عام 1921، نجحت الشركة في استخدام دلو من آذان الخنازير لصنع محفظة من الحرير. أصبح هذا الإنجاز الثوري لاحقًا جزءًا من مجموعة معهد سميثسونيان.
في عام 1968، صممت الشركة أنظمة بورصة ناسداك في لندن وطوكيو.
في عام 1969، طورت الشركة تجربة لصالح رحلة أبولو 11 (تجربة عاكس الليزر) التي تم تثبيتها على القمر كجزء من مهمة أبولو 11 ولا تزال نشطة وتعمل حتى يومنا هذا.
في عام 1980، أنتجت الشركة أول ورقة بيضاء للمفوضية الأوروبية حول رفع القيود وتحرير الاتصالات، بعد أن أكملت أول قاعدة بيانات اتصالات عالمية للهواتف المثبتة والأسواق والاتجاهات التقنية والخدمات والمعلومات التنظيمية. كما ساعدت في خصخصة شركة السكك الحديدية البريطانية، التي تعتبر بشكل عام واحدة من أكثر عمليات الخصخصة تعقيدًا في العالم.

## فترة «ألتران»
بحلول عام 2001، أثبتت الشركة ننفسها كشركة استشارية عالمية مع نمو كبير جدًا في قطاع التكنولوجيا. ومع ذلك، أساء فريق إداري جديد إدارة الأعمال الأساسية للشركة وشارك في التلاعب بـصندوق تأمين "Memorial Drive Trust". حل مجلس أمناء الشركة مكتن فريق الإدارة هذا، ولكن الضرر قد حدث بالفعل. بالإضافة إلى تأثير ما يعرف بفقاعة «دوت.كوم» على نشاط قطاع التكنولوجيا، مما أدى إلى قيام آرثر دي ليتل بتقديم طلب للحماية الإفلاس حسب القانون الأمريكي في عام 2002. وفي مزاد عام 2002، استحوذت شركة TIAX LLC، التي شكلها كنعان شاهين، على أصول وعقود وموظفي شركة آرثر دي ليتل الأمريكية للتكنولوجيا والابتكار. بينما اشترت آلتران للتكنلوجيا التي تتخذ من باريس مقراً لها الأصول غير الأمريكية والاسم التجاري لشركة آرثر دي ليتل Arthur D. Little.
تحت ملكية آلتران، عملت الشركة بشكل أساسي كشركة مركزية أوروبية في البداية، حيث أعادت بناء وتعزيز ممارساتها الأساسية في النفط والغاز، والاتصالات، والسيارات، والتصنيع، والمواد الكيميائية. ومع ذلك، فقد احتفظت بمكاتب في بوسطن وهيوستن بالولايات المتحدة الأمريكية. في وقت لاحق نمت الشركة وتوسعت في جميع أنحاء أوروبا والشرق الأوسط وآسيا واستمر الاعتراف بها لخبرتها في المجالات التي تجمع بين جوانب التكنولوجيا والابتكار والاستراتيجية.

## مجالات الممارسة
الشركة مقسمة عبر عدد من المجموعات المتخصصة في الصناعة بما في ذلك الفضاء والدفاع والسيارات والكيماويات والسلع الاستهلاكية والتجزئة والطاقة والمرافق والخدمات المالية والرعاية الصحية وعلوم الحياة والسلع والخدمات الصناعية والنفط والغاز وحقوق الملكية الخاصة، الخدمات العامة، الاتصالات السلكية واللاسلكية، تكنولوجيا المعلومات، الإعلام والإلكترونيات (TIME)، السفر والمواصلات.
خطوط الخدمة الرئيسية في تمويل الشركات، التحول الرقمي، حل المشكلات الرقمية، إدارة المعلومات، التسويق والمبيعات، إدارة العمليات، التنظيم والتحول، المخاطر، الاستراتيجية والتنظيم، الاستدامة، إدارة التكنولوجيا والابتكار.

## التصنيف والجوائز والتقدير
في عام 2021، تم تصنيف الفرع الأوروبي للشركة في المرتبة العاشرة في تصنيفات فولت (Vault) للاستشارات 2021 لأوروبا  مع تقدير لعملها في مجال التدريب غير الرسمي (رقم 7)، والتفاعل مع العملاء (رقم 1)، والابتكار (رقم 11)، ومستوى التحدي (رقم 12)، ثقافة التنوب (رقم 13)، الاستدامة البيئية (رقم 13)، استشارات التكنولوجيا والإعلام والاتصالات السلكية واللاسلكية (رقم 15)، البريستيج (رقم 15).
في عام 2021، تم تصنيف الفرع الآسيوي للشركة في المرتبة السادسة في تصنيفات فولت (Vault) للاستشارات 2022 في آسيا. في تصنيفات فولت العالمية لعوامل التوظيف الرئيسية، احتل نفس الفرع المرتبة رقم 3 للابتكار وتوقعات الأعمال العامة وفرص الخروج، رقم 4 للتفاعل مع العملاء، ومستوى التحديات، وسياسات الترويج، والمزايا، ومتطلبات السفر.
أعادت الشركة ترسيخ نفسها في السوق الأمريكية في عام 2016 ومنذ ذلك الحين تم تصنيفها من قبل مجلة فوربس في 2016 و 2017 و 2018 و 2019 و 2020 و 2021 و 2022 باعتبارها واحدة من «أفضل شركات الاستشارات الإدارية في أمريكا».
في عام 2022، ظهر مجددا الفرع الأمريكي الشمالي للشركة في تصنيفات فولت (Vault) لأمريكا الشمالية في المرتبة رقم 19  وتم الاعتراف بها أيضًا للفرص الدولية (رقم 4)، والتنقل الداخلي (رقم 8)، والرضا (رقم 10)، وساعات العمل في المكتب (رقم 12)، التوازن بين العمل والحياة (رقم 12)، ثقافة الشركة (رقم 16)، الابتكار (رقم 16)، مستوى التحدي (رقم 18)، التفاعل مع العملاء (رقم 21) والصحة والعافية (رقم 23).

## المنشورات

### كتب باللغة الإنجليزية
- Guillebaud، David (2016). Disruption Denial: How Companies Are Ignoring What Is Staring Them in the Face. LID Publishing. ISBN:978-1910649770. مؤرشف من الأصل في 2022-07-28.
- Träm، Michael (2010). Innovate Your Company: Trends to Follow for a Competitive Advantage. Wiley. ISBN:9783527505227. مؤرشف من الأصل في 2017-04-15.
- Deneux، François؛ Rouach، Daniel؛ Louzoun، Steve (2010). Incubators of the World. Pearson. ISBN:978-2744064593. مؤرشف من الأصل في 2022-07-28.
- Scott-Morgan، Peter؛ Hoving، Erik (2001). The End of Change: How Your Company Can Sustain Growth and Innovation While Avoiding Change Fatigue. McGraw-Hill. ISBN:0071357009. مؤرشف من الأصل في 2022-07-28.
- Senge، Peter (1999). The Dance of Change: The Challenges to Sustaining Momentum in a Learning Organization. Crown Business. ISBN:0385493223. مؤرشف من الأصل في 2017-04-15.
- Deschamps، Jean-Philippe؛ Nayak، P. Ranganath (1995). Product Juggernauts: How Companies Mobilize to Generate a Stream of Market Winners. Boston: Harvard Business School Press. ISBN:0-87584-341-7. OCLC:31330407. مؤرشف من الأصل في 2023-10-28.
- Scott-Morgan، Peter (1994). The Unwritten Rules of the Game: Master Them, Shatter Them, and Break Through the Barriers to Organizational Change. McGraw-Hill. ISBN:0070570752. مؤرشف من الأصل في 2022-07-28.
- Jonash، Ronald؛ Sommerlatte، Tom (1994). The Innovation Premium: How Next Generation Companies Are Achieving Peak Performance And Profitability. Perseus Publishing. ISBN:978-0738203607.
- Nayak، P. Ranganath؛ Ketteringham، John M. (1994). Breakthroughs!. Pfeiffer. ISBN:0893842508. مؤرشف من الأصل في 2022-07-28.
- Roussel، Philip A.؛ Saad، Kamal N.؛ Erickson، Tamara J. (1991). Third Generation R & D: Managing the Link to Corporate Strategy. Boston: Harvard Business School Press. ISBN:0-87584-252-6. OCLC:22596604. مؤرشف من الأصل في 2022-07-28.

### دراسات ووجهات نظر
نشرت آرثر دي ليتل عددًا من الدراسات العالمية المنتظمة بما في ذلك:
- تنشر شركة آرثر دي ليتل، مرتين في العام، أحدث أفكارها حول الإستراتيجية والتكنولوجيا والابتكار في مجلته المؤسسية «بريزم»(Prism).[19]
- تقرير "Arthur D. Little - Exane BNP Paribas" السنوي [20] الذي قدم تحليلًا متعمقًا لقطاع الاتصالات منذ عام 2001.

بالإضافة إلى ذلك، ينشر آرثر دي ليتل كثيرًا تقارير حول موضوع معين أو تتمحور حول الصناعة. تشمل الأمثلة الحديثة ما يلي:
- تدفق لأموال في وسائل الإعلام 2017: التوحيد، أو التنوع، أو الهلاك، [21] وهو الأحدث في دراسة متعددة السنوات لتقييم التحولات الرقمية في صناعة المحتوى والتحولات المرتبطة بالقيمة على طول النظام البيئي لهذا المجال.
- تقرير قطاع الاتصالات والإعلام 2017: الخيارات الاستراتيجية الرئيسية من قبل شركات الاتصالات: إعادة التشكيل من أجل القيمة [22] التي تقيّم كيفية تأثير الرقمنة على تشكيل مشغلي الاتصالات.
- دراسة مستقبل التنقل الحضري (إصدار 2014 بالتعاون مع الإتحاد العالمي للنقل والمواصلات العامة) [23] وهو تقرير مرجعي شامل للتنقل الحضري العالمي.
- دراسة التميز في الابتكار العالمي [24][25] التي تقيس أداء الابتكار كل 2-3 سنوات وهي في نسختها التاسعة.
- الآثار الاجتماعية والاقتصادية لسرعة النطاق العريض [26]

## التعليم الوظيفي
في عام 1961، أطلقت آرثر دي ليتل أول برنامج تعليمي للإدارة يركز حصريًا على تدريب المديرين العامين من البلدان النامية. كانت تُعرف في الأصل باسم معهد آرثر دي ليتل لتعليم الإدارة، وكانت هذه مؤسسة أكاديمية معتمدة بالكامل مع وضع منح درجة الماجستير. في عام 1996، شكلت مدرسة آرثر دي ليتل للإدارة شراكة مع كلية كارول للإدارة في كلية بوسطن من أجل الحصول على أعضاء هيئة التدريس وعلى المرافق.
أصبحت مدرسة آرثر دي ليتل للإدارة تحمل اسم مدرسة كلية التجارة الدولية هولت في عام 2002، بعد إعادة التنظيم الهيكلي لشركة آرثر دي ليتل إنك.

## قضايا مثيرة للجدل حول الشركة
في عام 1987، زعمت الشركة أن سبب كارثة بوبال التي أسفرت عن مقتل الآلاف، كان على الأرجح بسبب التخريب. تم تمويل التحقيق الذي قامت به الشركة من قبل يونيون كاربيد وهي الشركة التي تمتلك المصنع الكيميائي المسؤول عن هذه الكارثة. يجادل تحقيق آرثر دي ليتل بأن حجة الإهمال كانت مستحيلة لعدة أسباب ملموسة.
في عام 2001، كتبت الشركة تقريرًا ممولًا من شركة فيليب موريس يقول إن التدخين يمكن أن يساعد الاقتصاد التشيكي.
في عام 2010، زعمت شركة Booz & Co (التي أصبحت الآن شركة Strategy& والمملوكة لشركة PWC) أنها كانت «أقدم شركة استشارات إدارية لا تزال تعمل». بعد رفض لهذا الإدعاء في مجال الاستشارات، تخلت الشركة عن هذا الادعاء وأعادت تسمية نفسها من Booz & Co باسم Strategy &.

## أبرز الموظفين السابقين والحاليين في الشركة
في مجال الأعمال
- آل أنغريساني.
- ويليام غوردون، وجورج برينس، مبتكرا تقنية «التآزر».
- بروس هندرسون، مؤسس مجموعة بوسطن الاستشارية
- تشارلز كوك، رئيس مجلس الإدارة والرئيس التنفيذي لشركة صناعات كوك
- رويال ليتل، مؤسس شركة تيكسترون.
- دونالد ويلسون، أول رئيس لقاعدة بيانات لكسيس نكسيس.
- ميريل كوك، عضو سابق في مجلس النواب الأمريكي من ولاية يوتا.
- جلين فوكوشيما، مستشار الرئيس الأمريكي بيل كلينتون
- جيمس إم جافين، جنرال بالجيش الأمريكي، قائد الفرقة 82 المحمولة جواً، ولاحقًا سفير الولايات المتحدة في فرنسا
- ديفيد براون، الرئيس التنفيذي لمعهد المهندسين الكيميائيين [33]

آخرون
- إيرل ستيفنسون، رئيس آرثر دي ليتل ورئيس اللجنة المخصصة للحرب الكيماوية والبيولوجية، التي سارعت في عام 1950 إلى إنشاء قسم العمليات الخاصة في حصن ديتريك الذي عزز مشاريع الحرب الكيماوية والبيولوجية في موقع واحد.[34][35]
- وينيت بويد، مهندس
- فيشر بلاك، الاقتصادي الذي شارك في تطوير خيار التسعير، مما أدى إلى جائزة نوبل للمؤلفين الذين شاركوا في كتابة البحث (لا تُمنح جائزة نوبل بعد الوفاة)
- فيليب تشابمان، رائد فضاء أمريكي مولود في أستراليا
- ريموند غيلمارتن، رجل أعمال أمريكي، عمل كمستشار لمدة ثماني سنوات بعد تخرجه من كلية هارفارد للأعمال.
- بيتر جلاسر، مخترع الطاقة الشمسية الفضائية.
- ديفيد ليفي، مخترع
- طورت باميلا لو طبقة النكهة لحبوب الفطور Cap'n Crunch
- دونالد شون، أكاديمي
- جاك ترينور، خبير اقتصادي
- برنارد فونيغوت، عالم الغلاف الجوي، وشقيق كورت فونيغوت